# Restaurationen i Frankrig
Restaurationen (la Restauration) betegner den periode af Frankrigs og Tysklands historie der indledtes med Napoleons fald 6. april 1814 og den efterfølgende fredsslutning ved Wienerkongressen. Restaurationen var kendetegnet ved, at herskere i især de to store kontinentalmagter, Frankrig og det tyske rige, gik hårdt imod de revolutionære strømninger, der krævede mere demokrati og national selvstændighed. 
I Frankrig sluttede perioden med Julirevolutionen 27-29. juli 1830, hvor kong Karl 10. af Frankrig blev væltet til fordel for kong Ludvig-Filip.
Restaurationen var et forsøg på at vende Den franske revolutions reformer og så vidt som muligt genindføre ("restaurere") det absolutte monarki, adelsprivilegierne og i almindelighed den politiske og sociale tilstand fra før revolutionen. Dette skete først i mådeholdent omfang under kong Ludvig 18., derefter i mere ekstrem grad under Karl 10.
I Tyskland kan perioden siges at have præget hele det 19. århundrede i høj grad, for de nationalliberale kræfter led nederlag ved revolutionerne i 1848/1849, og et konservativt preussisk styre kunne uhindret fortsætte under ledelse af Bismarck
Perioden afbrydes af de hundrede dage, de tre måneder hvor Napoleon vendte tilbage ved magten, for endelig at blive besejret og afsat som følge af Slaget ved Waterloo 18. juni 1815.